# Пермський театр Біля мосту
Пе́рмський теа́тр «Біля мосту» (рос. Пермский театр "У Моста") — авторський театр в Пермі. Заснований в 1988 році. Творець і художній керівник — С. П. Федотов.
Театр для вираження власної естетики придумав слоган: «Біля мосту» — Містичний Театр, в якому все реально, і Театр Реальний, де все Містика. «Біля мосту» — єдиний містичний театр не тільки в Росії, але й у світі.

## Постановки

### Репертуар театру на цей момент
| Назва                                                      | Автор                                  | Дата прем'єри                              | Режисура                               | Жанр                       |
| ---------------------------------------------------------- | -------------------------------------- | ------------------------------------------ | -------------------------------------- | -------------------------- |
| Мандат                                                     | Микола Ердман                          | 7 жовтня 1988 (відновлений 5 вересня 2015) | Сергій Федотов                         | Комедія                    |
| Звір                                                       | Михайло Гиндин, Володимир Сінакевіч    | 1989                                       | Сергій Федотов                         | Фантастична історія        |
| Панночка (за мотивами повісті «Вій»)                       | Микола Гоголь, Ніна Садур              | 1990                                       | Сергій Федотов                         | Трилер                     |
| Одруження                                                  | Микола Гоголь                          | 1992                                       | Сергій Федотов                         | Фантасмагорія              |
| Гравці                                                     | Микола Гоголь                          | 1994                                       | Сергій Федотов                         | Комедія-містифікація       |
| Чайка                                                      | Антон Чехов                            | 1994 (відновлений в 2012)                  | Сергій Федотов                         | Сумна комедія              |
| Гамлет                                                     | Вільям Шекспір                         | 8 листопада 1997                           | Сергій Федотов                         | Трагедія                   |
| Ревізор                                                    | Микола Гоголь                          | 1998 (відновлений 20 серпня 2009)          | Сергій Федотов                         | Комедія                    |
| Самогубець                                                 | Микола Ердман                          | 24 грудня 1998                             | Сергій Федотов                         | Комедія-фарс               |
| Майстер і Маргарита                                        | Михайло Булгаков                       | 20 лютого 1999                             | Сергій Федотов                         | Версія театру «Біля мосту» |
| Зойкина квартира                                           | Михайло Булгаков                       | 24 вересня 1999                            | Сергій Федотов                         | Жорстока комедія           |
| Вечори на хуторі біля Диканьки (повість Ніч перед Різдвом) | Микола Гоголь                          | 2004                                       | Сергій Федотов                         | Казка для дорослих         |
| Сиротливий захід                                           | Мартін Макдонах                        | 13 лютого 2004                             | Сергій Федотов                         | Трагікомедія               |
| Красуня з Лінена                                           | Мартін Макдонах                        | 26 листопада 2004                          | Сергій Федотов                         | Сумна комедія              |
| Череп з Коннемари                                          | Мартін Макдонах                        | березень 2005                              | Сергій Федотов                         | Похмура комедія            |
| Собаче серце                                               | Михайло Булгаков                       | 16 грудня 2005                             | Сергій Федотов                         | Людська комедія            |
| Термен                                                     | Петро Зеленка                          | 2006 (відновлений 24 квітня 2008)          | Сергій Федотов                         | Неймовірна історія         |
| Юнона та Авось                                             | Олексій Рибников, Андрій Вознесенський | 10 серпня 2006                             | Сергій Федотов                         | Опера-містерія             |
| Ромео і Джульєтта                                          | Вільям Шекспір                         | 23 лютого 2007                             | Сергій Федотов                         | Трагедія                   |
| Дванадцята ніч, або Як вам завгодно                        | Вільям Шекспір                         | 20 квітня 2007                             | Сергій Федотов                         | Комедія                    |
| Дракула                                                    | Брем Стокер                            | 2007                                       | Сергій Федотов                         | Містичний трилер           |
| Лейтенант з острова Інішмор                                | Мартін Макдонах                        | 2009 (відновлений 21 червня 2012)          | Сергій Федотов                         | Містичний трилер           |
| Курка                                                      | Микола Коляда                          | 29 травня 2009                             | Сергій Федотов                         | Закулісна комедія          |
| Сансара                                                    | Олег Богаєв                            | 14 травня 2010                             | Сергій Федотов                         | Комедія-буф                |
| Безрукий з Спокена                                         | Мартін Макдонах                        | 9 березня 2011                             | Сергій Федотов                         | Психологічний коМікс       |
| Весілля Бальзамінова                                       | Олександр Островський                  | 24 березня 2011                            | Сергій Федотов                         | ЗамАсквАріцька кАмедія     |
| Ніч Святого Валентина                                      | Олександр Мардань                      | 19 травня 2011                             | Сергій Федотов                         | Детектив                   |
| Франкенштейн, або Сучасний Прометей                        | Мері Шеллі                             | 30 грудня 2012                             | Сергій Федотов                         | Трилер                     |
| Замок                                                      | Франц Кафка                            | 7 грудня 2013                              | Сергій Федотов                         | Притча                     |
| Людина-подушка                                             | Мартін Макдонах                        | 4 квітня 2014                              | Леон Кейн (Англія)                     | Чорний детектив            |
| На дні                                                     | Максим Горький                         | 4 травня 2014                              | Сергій Федотов                         | Трагікомедія               |
| Команда                                                    | Семен Злотников                        | 16 вересня 2014                            | Сергій Федотов                         | Спортивна комедія          |
| Ідіот                                                      | Федір Достоєвський                     | 15 листопада 2014                          | Сергій Федотов                         | Драма                      |
| Квазімодо                                                  | Віктор Гюго                            | 20 березня 2015                            | Олександр Азаркевич (Польща)           | Пластична вистава          |
| Дон Жуан                                                   | Мольєр                                 | 1 травня 2015                              | Ролан Боннін (Франція)                 | Філософська сатира         |
| Гранатовий браслет                                         | Олександр Купрін, Ольга Кліменкова     | 9 жовтня 2015                              | Алла Чепінога, Лора Квінт (композитор) | Музична драма              |
| Втрачене дитя                                              | Сем Шепард                             | 7 листопада 2015                           | Сергій Федотов                         | Психологічний трилер       |
| Оркестр                                                    | Жан Ануй                               | 19 грудня 2015                             | Сергій Федотов                         | Ексцентрична комедія       |

## Виноски
1. ↑  Майстер театру [Архівовано 2016-02-15 у Wayback Machine.] та Помічник художнього керівника театру [Архівовано 2016-08-21 у Wayback Machine.]
2. ↑  Коротка інформація про театр. [Архівовано 22 листопада 2015 у Wayback Machine.] (рос.)